# Monika Müller-Seps
Monika Gabriela Müller-Seps, née le 22 février 1986 à Zurich (Suisse) est une joueuse suisse d'échecs.

## Biographie
Monika Gabriela Seps apprend à jouer aux échecs à l'âge de 6 ans. Elle étudie la biologie avec une spécialisation en neurobiologie à l'école polytechnique fédérale de Zurich.

## Titres
- 1999 : championne suisse U16 à Bümpliz.
- 2000 : championne suisse U16 à Lucerne.
- 2001 : championne suisse féminine à Scuol.
- 2002 : championne suisse féminine à Loèche-les-Bains.
- 2005 : championne suisse féminine à Saas-Almagell.
- 2006 : Women International Master (WIM)
- 2007 : championne suisse féminine à Loèche-les-Bains.
- 2008 : International Town Hall Open à Thoune.
- 2012 : championne suisse féminine à Flims.
- 2014 : Women Grand Master (WGM)

## Équipe nationale
Monika Gabriela Seps fait partie de l'équipe nationale féminine lors des championnats d'Europe U18 à Balatonlelle en 2001. Elle participe au Mitropa Cup 2005 à Steinbrunn, à Coire en 2010 et à Meissen en 2013. 
Elle prend part au Championnat d'Europe d'échecs des nations 2003 à Plovdiv (Bulgarie), 2005 à Göteborg (Suède), 2007 à Héraklion (Grèce), 2011 à Porto Carras (Grèce), 2013 à Varsovie (Pologne) et 2015 à Reykjavik (Islande).
Elle prend part aux Olympiades d'échecs féminines en 2002 à Bled (Slovénie), en 2004 à Calvià (Espagne), en 2006 à Turin (Italie), en 2008 à Dresde (Allemagne), en 2010 à Khanty-Mansiïsk (Russie), en 2012 à Istanbul (Turquie) et en 2014 à Tromsø (Norvège).

## Clubs d'échecs
Monika Gabriela Seps joue pour le SG Winterthur, ensuite pour le Zürich Réti ASK. De 2005 à 2008 elle joue pour le Luzern SK, ensuite jusqu'en 2015 de nouveau pour le Schachclub Réti Zürich, avec lequel elle gagne les championnats de Suisse 2011 et 2013. Depuis 2016 elle joue pour la Schachgesellschaft Zürich avec qui elle gagne le championnat suisse 2016.
Elle joue dans la Bundesliga allemande féminine en 2006/2007 au SV 1947 Walldorf et en 2011/2012 au club souabe SV Wolfbusch.
Elle porte le titre Maître international (Women International Master ou WIM) depuis avril 2006. Elle atteint les critères en 2005 lors du championnat individuel suisse à Saas-Almagellen juillet, auYoung Masters de Lausanne en septembre et au Young Masters Turnier à Zoug en octobre. En août 2014, Monika Seps devient Grand maître féminin (Women Grand Master ou WGM) grâce à ses performances lors des Championnats d'Europe par équipe féminine en 2013 et aux Olympiade d'échecs des femmes en 2014.
En février 2015, elle est en tête du classement féminin Suisse Elo.